# Josephine Cochrane
Josephine Garis Cochrane (Condado de Ashtabula, Ohio, 8 de marzo de 1839 - Chicago, Illinois, 3 de agosto de 1913) fue una inventora estadounidense. Inventó el primer lavavajillas comercialmente exitoso, que construyó junto con el mecánico George Butters.
Una vez emitida su patente el 28 de diciembre de 1886, fundó la empresa Garis-Cochrane Manufacturing Company para fabricar sus máquinas. Cochrane mostró su nueva máquina en la World's Columbian Exposition de Chicago en 1893, donde se instalaron nueve lavavajillas Garis-Cochran en los restaurantes y pabellones de la feria, y despertó el interés de restaurantes y hoteles, donde el acceso al agua caliente no era un problema. Ganó el premio a la "mejor construcción mecánica, durabilidad y adaptación a su línea de trabajo" en la Feria. La empresa Garis-Cochran Manufacturing Company, que fabricaba lavavajillas, creció al centrarse en hoteles y otros clientes comerciales y pasó a llamarse Cochran's Crescent Washing Machine Company en 1897.
Cochran's Crescent Washing Machine Company pasó a formar parte de KitchenAid a través de la adquisición por parte de Hobart Manufacturing Company varios años después de la muerte de Cochran en 1913. Cochran fue incluida a título póstumo en el Hall Nacional de la Fama  de Inventores de Estados Unidos en 2006 por la patente 355.139 expedida el 28 de diciembre de 1886, por su invención del lavavajillas. 

## Biografía
Josephine era hija de John Garis, un ingeniero civil, e Irene Fitch Garis. Tenía una hermana, Irene Garis Ransom. Su abuelo, John Fitch, patentó un barco de vapor. Creció en Valparaíso, Indiana, donde fue a un colegio privado hasta que se incendió.
Tras trasladarse al condado de Shelby (Illinois), Josephine se casó con William Cochran, político y comerciante, el 13 de octubre de 1858. Su marido murió cuándo tenía 45 años, dejándola arruinada y con deudas, lo que le motivó para desarrollar el lavavajillas. Mantuvo el apellido de su marido, Cochran, pero le añadió una «e», después de la muerte de su marido. Las patentes de su empresa eran a nombre de Garis-Cochrane. Sin embargo, el nombre de la empresa solo utilizaba el nombre de su marido, sin la e: Cochran. El matrimonio tuvo dos hijos, Hallie, que murió con dos años, y Katharine.
Otro aspecto del desafío al que se enfrentó Cochrane fue vender su producto a hogares individuales, específicamente a amas de casa. Los primeros lavavajillas eran demasiado caros para un hogar promedio, costaban entre $75 y $100, una cantidad que la mayoría de las mujeres no gastarían en un artículo para su cocina incluso si eso significara aliviar el esfuerzo que tenían que hacer para lavar los platos.
En 1870 la familia se trasladó a una mansión y ella se incorporó a la sociedad de Chicago. Después de una cena, algunos de los platos heredados se astillaron al fregarlos, lo que la impulsó a buscar una alternativa mejor al lavado a mano de la vajilla. También quería aliviar a las  amas de casa cansadas de la tarea de lavar los platos después de una comida.
Josephine murió el 3 de agosto de 1913 de un derrame cerebral o agotamiento en Chicago y fue enterrada en el cementerio Glenwood de Shelbyville en Illinois.

## El lavavajillas de Cochrane

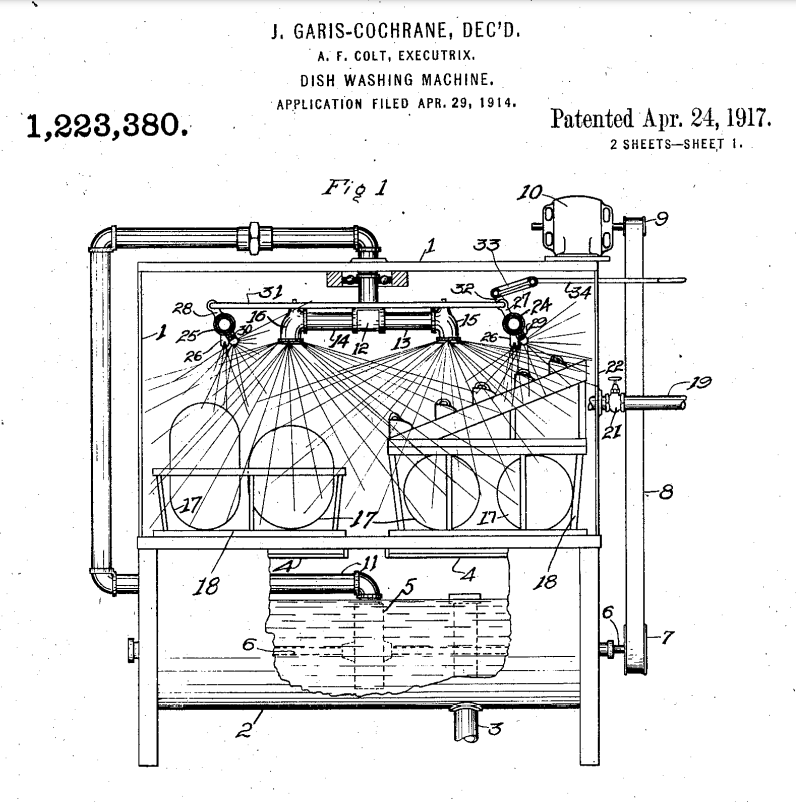
Un modelo mejorado por Cochrane de 1914, patente norteamericana num 1,223,380.

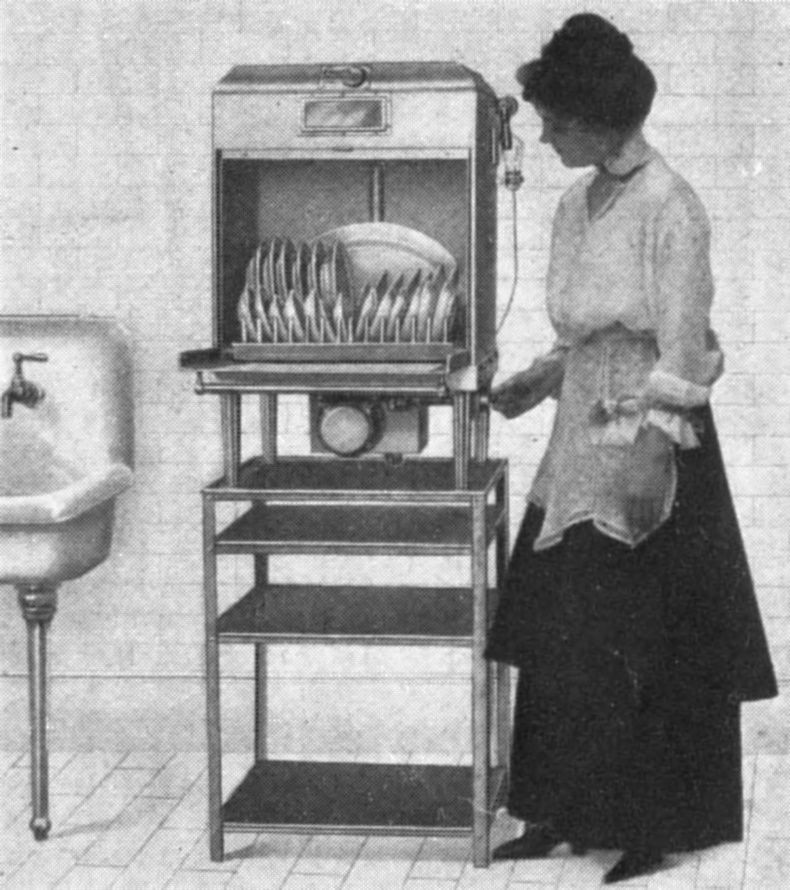
Una máquina de lavar platos eléctrica de 1917. Anuncio en la revista Keith's magazine on home building.

Se habían hecho otros intentos previos de producir un lavavajillas comercialmente viable. En 1850, Joel Houghton diseñó un lavaplatos a manivela. En la década de 1860s, L. A. Alexander mejoró en el dispositivo con un mecanismo para girar una bandeja con platos en una cuba de agua. Ninguno de estos aparatos fueron particularmente eficaces.
Tras presentar su primera solicitud de patente el 31 de diciembre de 1885, comenzó a desarrollar un prototipo de su producto, haciendo realidad su visión. Josephine diseñó el primer modelo de su lavavajillas en la cabaña detrás de su casa. George Butters era un mecánico que ayudó en la construcción del primer lavavajillas; también trabajó en la primera fábrica de lavavajillas. Para construir la máquina, Cochrane primero midió los platos y diseñó compartimentos de alambre para que cupieran tanto platos, como tazas, o salseras. Dichos compartimentos los introdujo dentro de una rueda que reposaba horizontalmente dentro de una caldera de cobre y un motor hacía girar la rueda, al mismo tiempo que el agua caliente jabonosa, proveniente de la caldera, rociaba los platos. Su lavavajillas fue el primero en utilizar agua a presión en vez de un estropajo para limpiar los platos dentro de la máquina. Su invento se expuso en 1893, en la Exposición Mundial Colombina de Chicago y ganó el primer premio por «La mejor construcción mecánica, duradera y adaptada al ritmo de trabajo». La noticia de su invento se difundió, y pronto recibió pedidos de su lavadora de platos para restaurantes y hoteles de Illinois, patentó su diseño y lo empezó a producir. El negocio de su fábrica, bajo el nombre Garis-Cochran, empezó en 1897.
La Cochran's Crescent Washing Machine Company pasó a formar parte de KitchenAid a través de la adquisición por parte de Hobart Manufacturing Company tras la muerte de Cochran en 1913, quien hizo crecer primero el negocio comercial y, en 1949, se presentó al público el primer lavavajillas con la marca KitchenAid basado en el diseño de Cochran.
No es hasta la década de los años 50 del siglo XX cuando su lavavajillas llegó a ser un típico utensilio de casa. Comenzó a ser más conocido y la mayoría de los hogares tenían la capacidad para tener uno de esos lavavajillas en aquella época. Estos primeros lavavajillas requerían una gran cantidad de agua caliente, y por tanto las casas debían ser modificadas con la apropiada fontanería para estas nuevas tecnologías.

## Mejoras en el diseño de los lavavajillas modernos

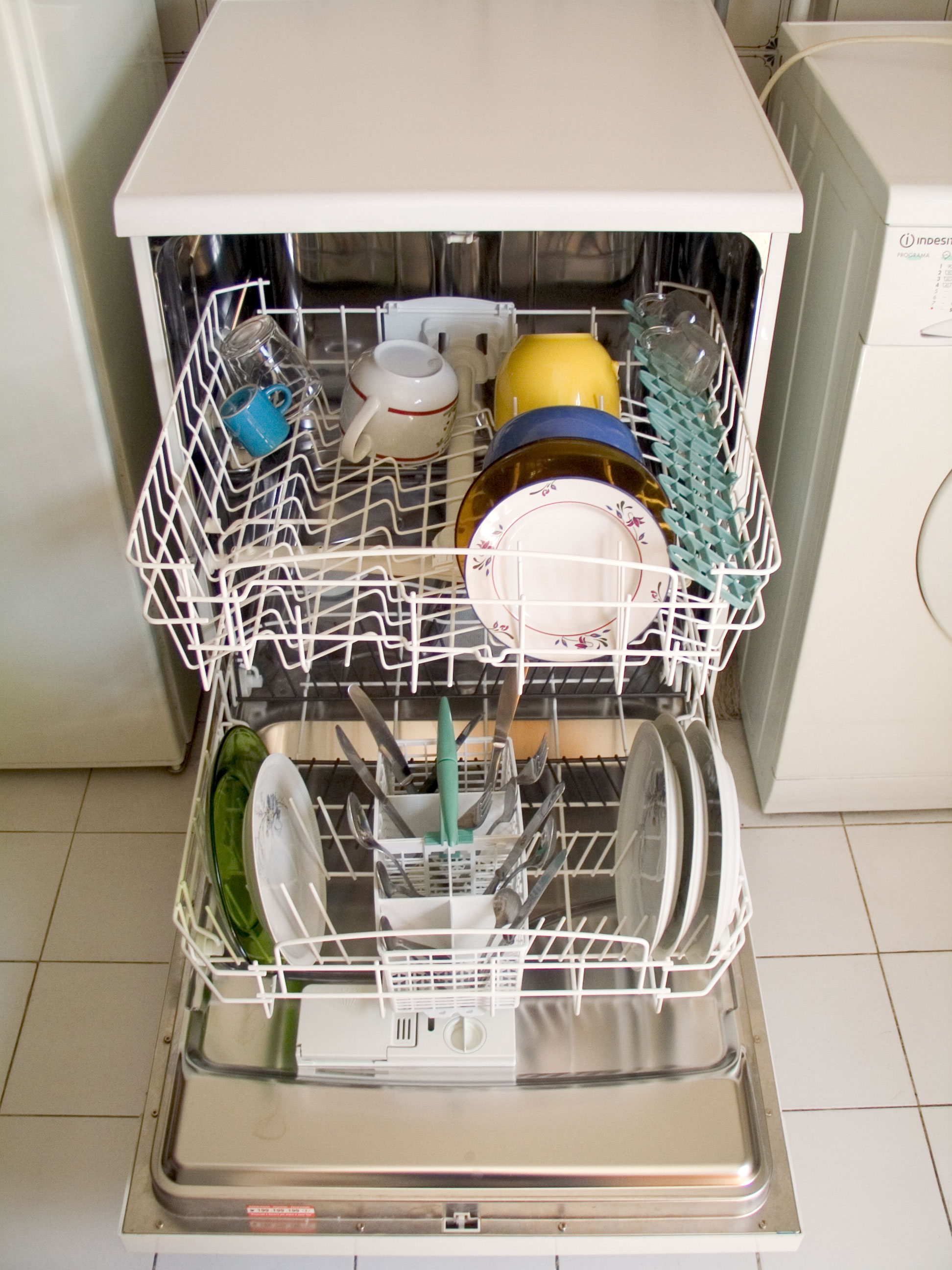
Un lavavajillas moderno abierto para cargar piezas de vajilla sucias.

El lavavajillas, ha pasado por una evolución considerable desde su invención por Josephine Cochrane en 1886. La versión original que Cochrane desarrolló fue una máquina bastante primitiva en comparación con los sofisticados modelos que tenemos hoy en día. A lo largo de más de un siglo, los avances en tecnología, diseño y eficiencia han transformado este aparato, haciendo que no solo sea más funcional, sino también más accesible y ecológico.
El diseño original de Cochrane consistía en una máquina manual, con un sistema de rueda que giraba para esparcir agua sobre los platos. Su mecanismo era simple: los platos se colocaban en una canasta, y un sistema de agua presurizada (activado por una manivela) los limpiaba. Sin embargo, este diseño tenía muchas limitaciones: la limpieza era poco eficiente, la capacidad era limitada y el proceso de funcionamiento era laborioso. Además, no existían características como un sistema de secado automático o ciclos de lavado optimizados para diferentes tipos de utensilios.
En la actualidad, los lavavajillas modernos han incorporado una serie de avances tecnológicos que los hacen mucho más eficaces y convenientes. Una de las principales mejoras es la automatización del proceso. Los modelos actuales cuentan con ciclos de lavado completamente programables, ajustables en función del tipo de carga (como “eco”, “intensivo” o “rápido”), lo que optimiza el uso del agua y la energía, algo que no era ni siquiera imaginable en los tiempos de Cochrane.
Además, la eficiencia energética ha sido un aspecto clave en el diseño de los lavavajillas modernos. Hoy en día, los lavavajillas están diseñados para consumir menos agua y electricidad, lo que no solo reduce costos, sino también el impacto ambiental. Los modelos más recientes cumplen con rigurosos estándares de eficiencia energética, lo que ha sido posible gracias a avances en el aislamiento térmico y la tecnología de los motores.
El diseño interior también ha mejorado considerablemente. Mientras que el lavavajillas original de Cochrane era bastante rudimentario en cuanto a la disposición de los platos, los modelos actuales cuentan con estantes ajustables, cestas de cubiertos específicas y sistemas de carga flexible, lo que permite adaptarse a una variedad mucho mayor de utensilios y tamaños de carga. Además, los materiales de construcción han sido optimizados para resistir mejor el desgaste, utilizando acero inoxidable de alta calidad y plásticos de alta resistencia.
En cuanto a la tecnología de lavado, los lavavajillas modernos están equipados con sensores inteligentes que detectan la cantidad de suciedad en los platos, ajustando la presión del agua, la temperatura y el tiempo de lavado según sea necesario. Esto mejora la eficiencia y garantiza que los platos salgan perfectamente limpios, lo que también era una limitación importante en el diseño original de Cochrane.
Por último, los avances en diseño estético y acústico también han transformado el lavavajillas moderno en un electrodoméstico más atractivo y silencioso, lo cual es un cambio notable respecto a los modelos de antaño, que eran ruidosos y poco estéticos.

## Patente
La patente de Cochrane US 355139A fue otorgada el 28 de diciembre de 1886.

## Reconocimientos

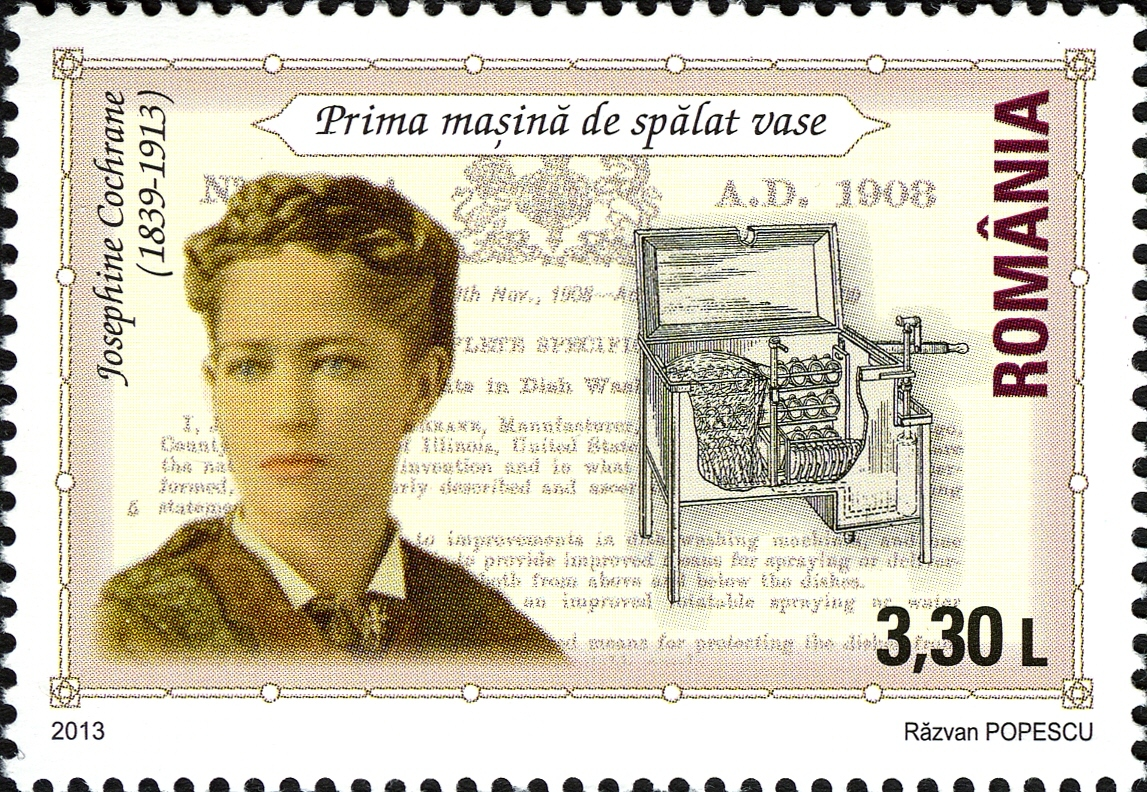
Sello de Rumanía de 2013 sobre Cochrane.

En 2006 fue designada miembro del  National Inventors Hall of Fame estadounidense.  El National Inventors Hall of Fame fue fundado en 1973.  La inclusión de Garis-Cochrane acaeció 93 años después de su fallecimiento, 120 de la concesión de su patente, más de 100 de su uso en hoteles y restaurantes, más de 50 de cuando el lavavajillas empezó a convertirse en un electrodoméstico popular en EE. UU. y 33 años después de la creación del Hall of Fame. La lista de inventores recipiendarios del galardón consta de 603 inventores en 2020, mientras que hay 40 de ellos que son mujeres.